# 上下九步行街
上下九步行街是廣東省广州市的一個著名商旅地帶，位於荔湾区西关，是上九路、下九路、第十甫路步行街的合称。在1995年9月30日正式成为商业步行街。其实际涵盖范围包括上九路、下九路、第十甫路、宝华路、康王路等路段。上下九步行街为著名的“西关商廊”，也是旧城区最繁华的地段之一。

## 历史
早在6世纪，广州的这一区域已成商业聚集区，印度高僧达摩在该地段登岸传教，因而得名“西来初地”。
明清时期，受益于接待外国商人和使者的怀远驿（在现在的下九路南侧）的建立，大观河的开通，以及十三行成为中国对外贸易的重要口岸，周边商业活动兴盛。后来十三行因火灾被烧毁，商业活动逐步转入到上、下九路。而周边地段批发市场的涌现，也使得上下九成为广州著名的商业地段。

### 開通馬路
西關上九甫與下九甫新馬路於1927年5月尾由市政當局正式開放，時全長約10,800英尺，闊60到80英尺。開路工程包括地下工程、地皮以及商舖搬遷賠償，花費合計有26萬4千元。當時開通後人力車與私家車均可直達避暑勝地荔枝灣。

### 其他
在2019冠狀病毒病疫情爆发前後，上下九步行街的人氣急跌，不少商舖就關門大吉。2020年7月，荔灣區區長銳明出席由中共廣州市紀委主辦的電視節目，提到中共荔灣區委與區政府由2019年開始，已經在討論再振興步行街，還請了策劃公司研究上下九步行街的發展，計劃於2020年下半年開始改造上下九。

## 街内景观

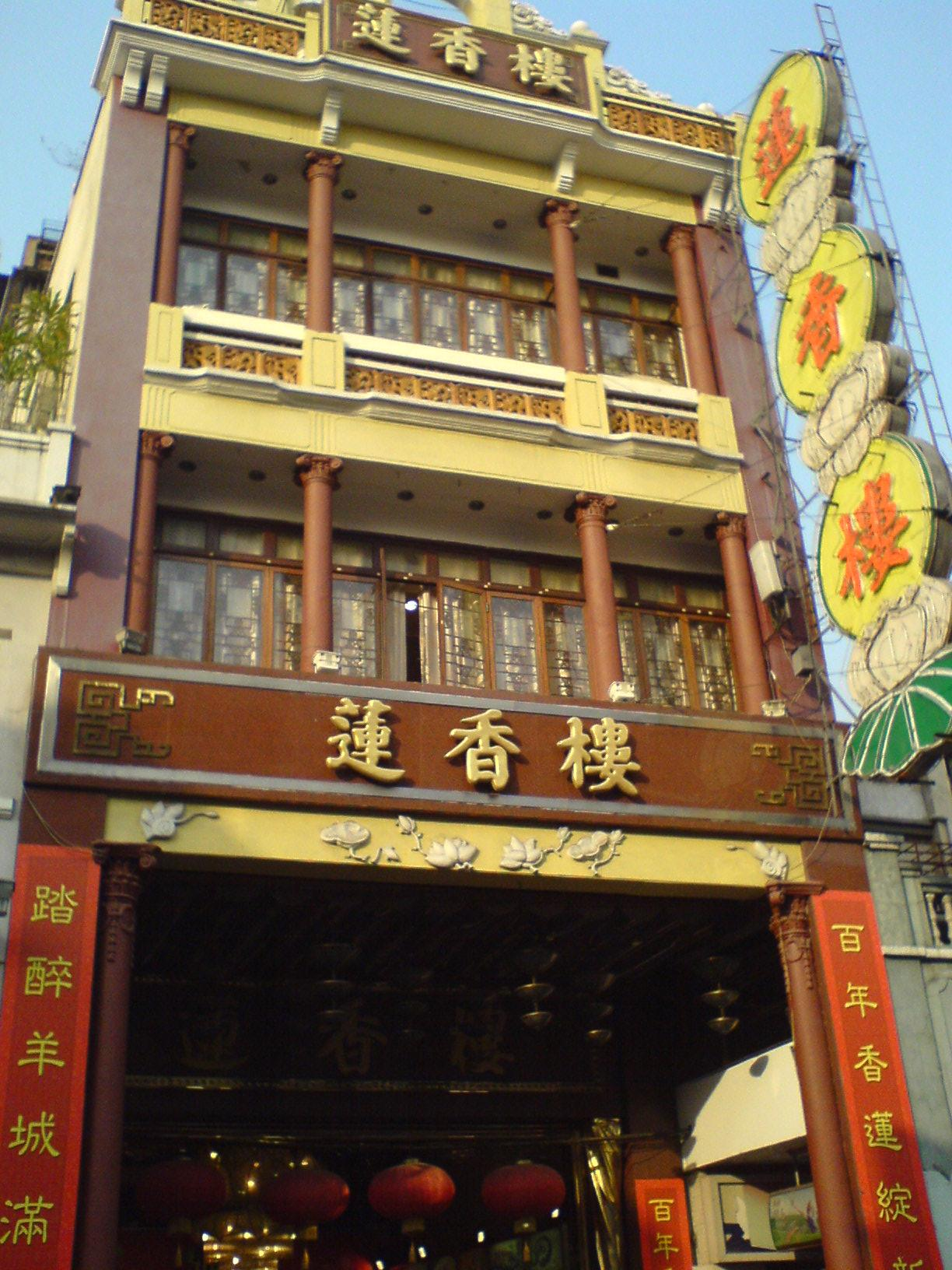
莲香楼

步行街全长约1218米，现存的主干道旧建筑以骑楼为主，多为清代建成，在吸收欧洲和北方满洲的建筑风格同时，又保留了西关的传统建筑风格。其结构为下面商铺，上面住宅。商铺有二楼的阳台遮蔽，方便购物的路人经过。其附近还有华林寺、西关大屋保护区等文物建筑。
坐落其中的著名商铺有：第十甫商店（已结业，拆卸重建後改为其他商铺），陶陶居，莲香楼，趣香饼家，新华书店，广州酒家、广州妇儿商店、广州永安公司（已拆卸）。
现时上下九多以服装饰物店铺为主，兼有小吃店、电子产品商店等。相较北京路的高档路线，上下九的商品尤其是服装主要为中低档，较为便宜。
步行街与康王路交界的地方建有上下九广场，附近为荔湾广场和东急新天地（于2010年由日本东急电铁株式会社购买此土地）等现代化的购物中心。

## 特色小吃
广东人崇尚“民以食为天”，食文化是广东文化的重要组成部分。上下九在这方面也有丰富特色。20世纪30年代，西关地区住着很多著名的粤剧名伶，如郎筠玉、靓少佳等，他们经常在演出后到西关的几家著名小吃店去吃夜宵，受到他们的影响不少戏迷也跟着前往，使得那里的小吃店因此而发家。
上下九著名的特色食品有荣华酒楼“荣华麻香酥”，南信的“南信双皮奶”和“南信姜撞奶”，欧成记面食的“上汤鲜虾云吞”，伍湛记粥品的“伍湛记及第粥”，清平饭店的“姜汁奶挞”，莲香楼的“老婆饼”，银记的豉油牛肉肠、金钟阁的鸭润水饺等。另在华置广场旁边的一条小巷有专设的食街，有各种廉价的特色小食供游客品尝。因制作简易，上下九最为多见的小食是臭豆腐和萝卜牛杂。

## 步行街风景

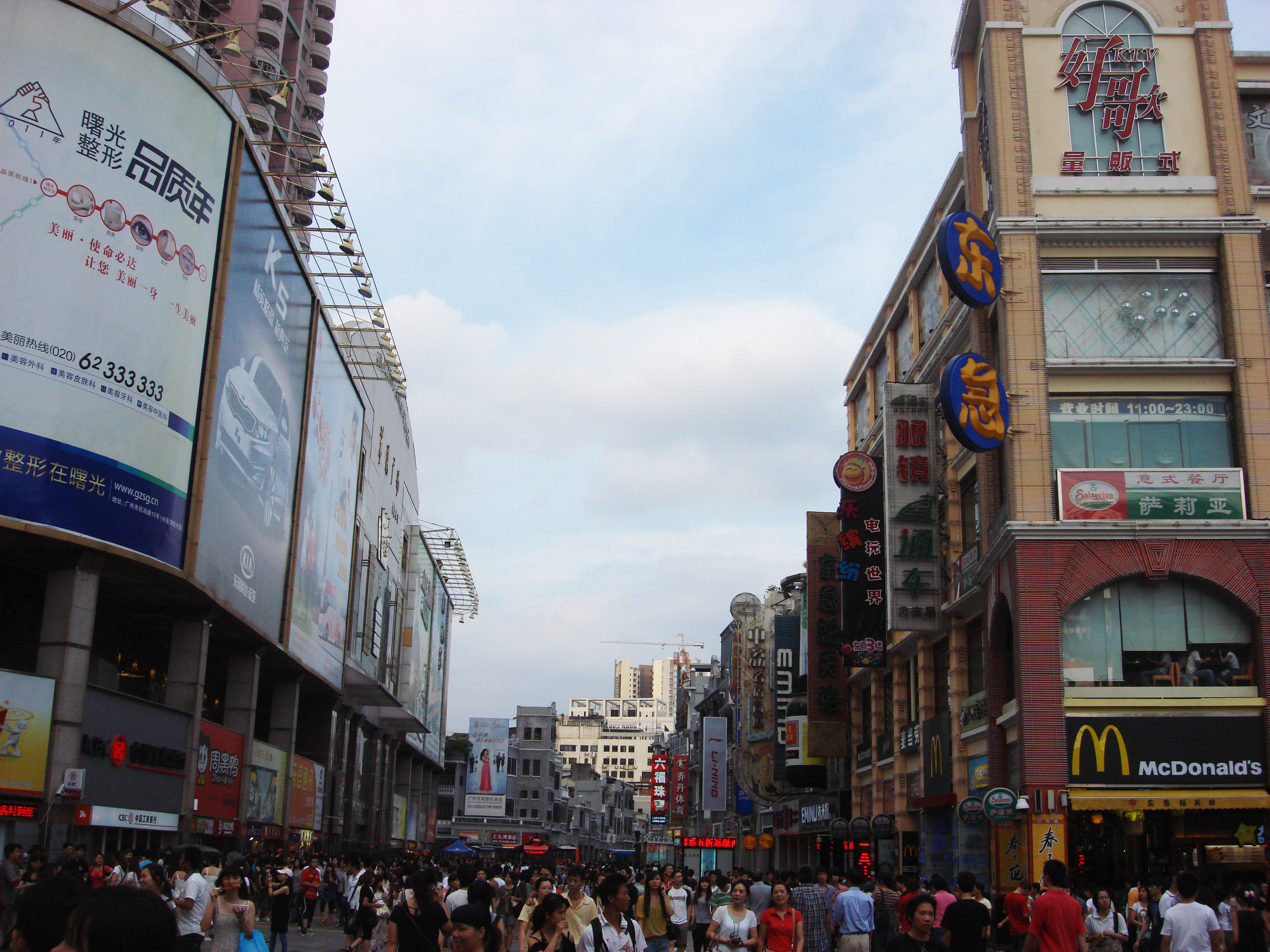
上九路荔灣廣場和对面剩下的骑楼
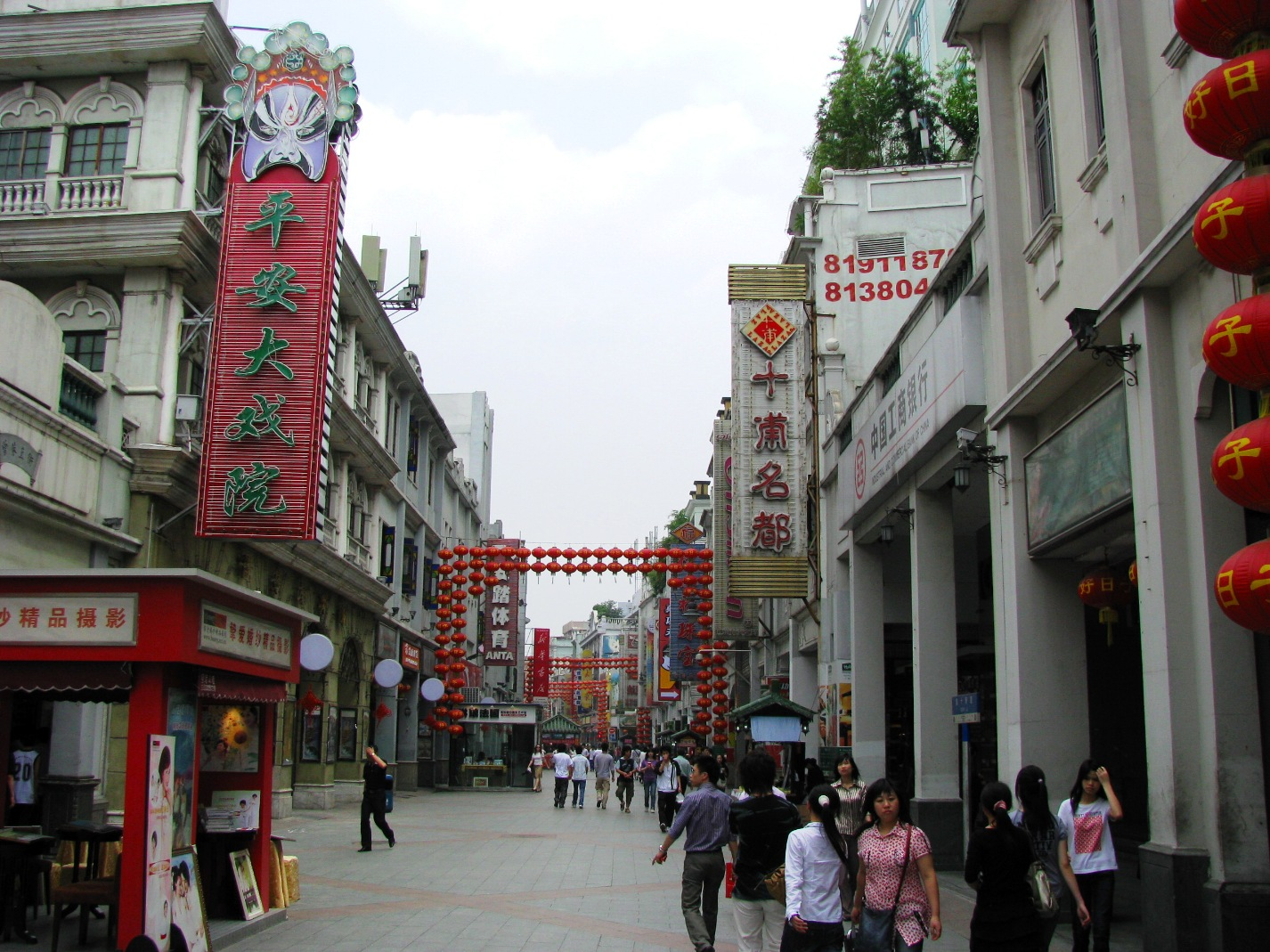
第十甫路
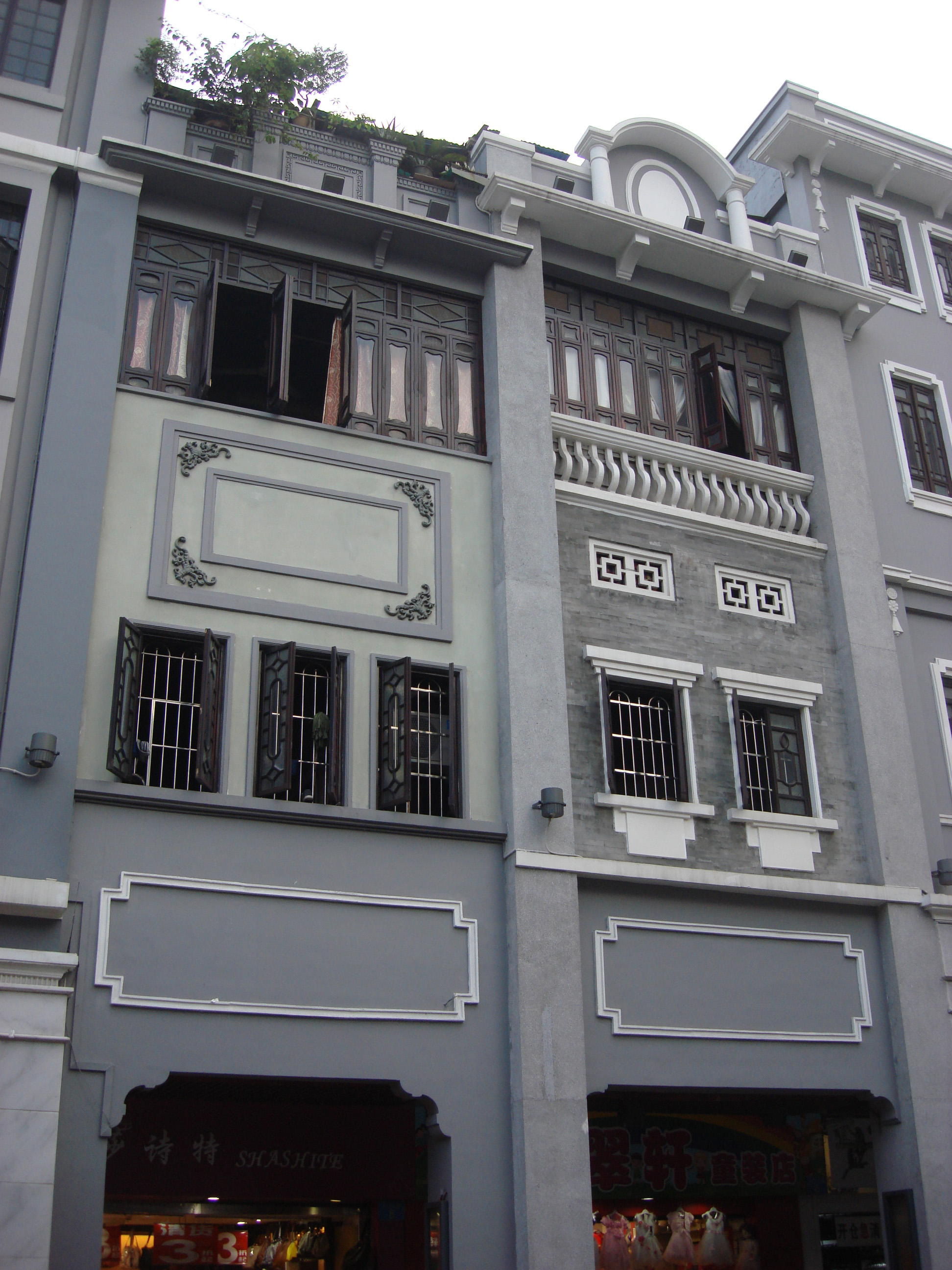
上九路的骑楼（2010年翻新）
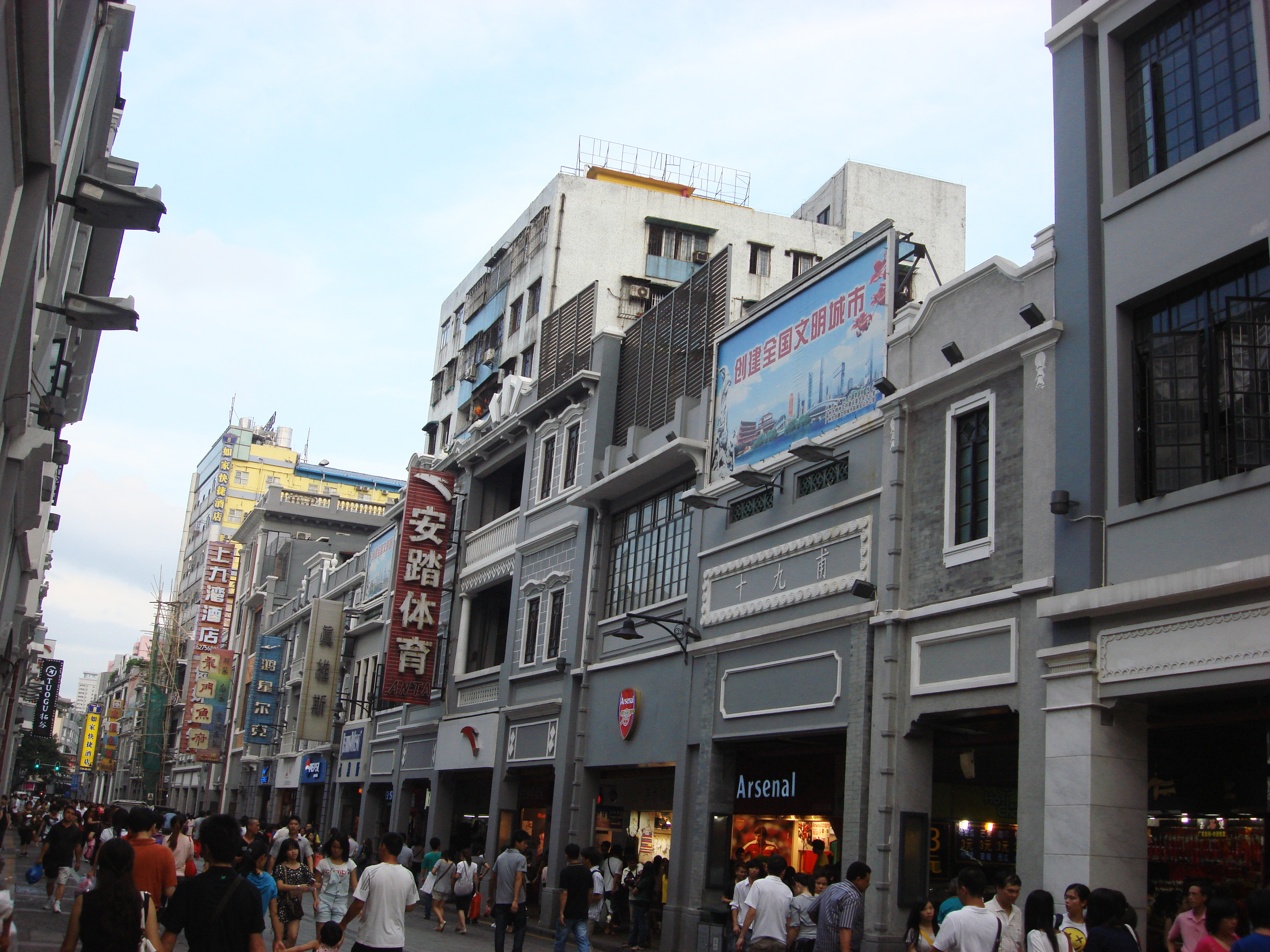
上九路
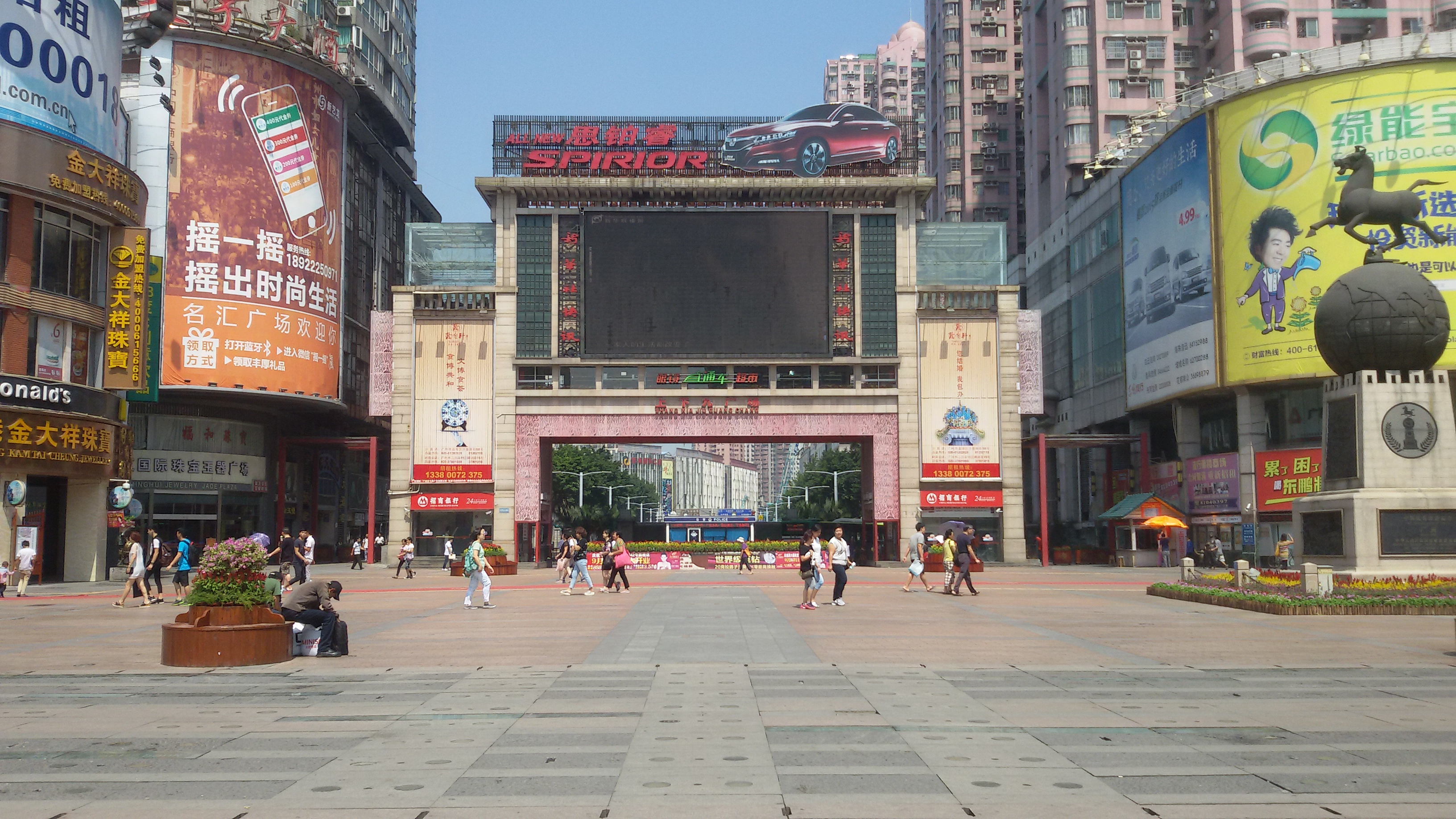
上下九广场

## 公共交通
- 地铁
  - 广州地铁1号线 黄沙站、长寿路站
  - 广州地铁6号线 黄沙站、文化公園站
  - 广州地铁8号线 華林寺站、文化公園站

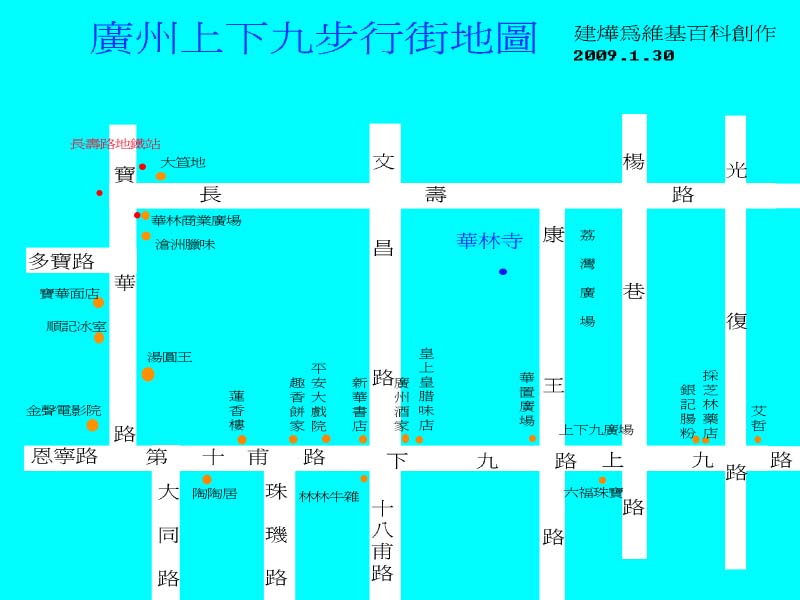
上下九步行街簡明地圖

- 公共汽車：長壽西康王路口站、上九路站、华林寺站、大新路口站、恒宝广场站、上下九步行街站